# Правдин, Михаил Иванович
Михаил Иванович Правдин (26.10.1907 — 22.01.1968) — советский военачальник, военный лётчик, участник Советско-финляндской и Великой Отечественной войн, генерал-майор авиации (17.08.1953).

## Биография
Михаил Иванович Правдин родился 26 октября 1907 года в селе Лапшанга Нижегородской губернии Российской империи, ныне в Варнавинском районе Нижегородской области. Русский.
В Красной армии с октября 1928 года. Окончил Нижегородскую пехотную школу имени И. В. Сталина в 1931 году, курсы инструкторов парашютного дела в Пушкине в 1933 году, Качинскую Краснознаменную военную авиашколу имени А. Ф. Мясникова в 1939 году, курсы усовершенствования начальствующего состава при Военной академии командного и штурманского состава ВВС Красной армии в Чкалове в 1942 году, авиационный факультет Высшей военной академии Генерального штаба имени К. Е. Ворошилова в 1952 году.
До службы в армии М. И. Правдин в 1926—1928 годах работал секретарем и председателем сельсовета с. Лапшанга. 1 октября 1928 года он поступил в Нижегородскую пехотную школу им. И. В. Сталина. После её окончания в апреле 1931 года назначен командиром взвода в 33-й стрелковый полк 11-й Ленинградской стрелковой дивизии Ленинградского военного округа. С июля 1931 года командовал взводом в отдельном отряде № 3 Ленинградского военного округа. В октябре 1933 года в городе Пушкин Ленинградской области окончил курсы инструкторов парашютного дела и был удостоен звания «Инструктор парашютного дела ВВС Красной армии». Был назначен командиром парашютной роты 1-й воздушно-десантной бригады.
С декабря 1934 года служит в ВВС РККА в должности начальника парашютно-десантной службы 1-й тяжелобомбардировочной бригады ВВС Ленинградского военного округа. В марте 1939 года направлен в Качинскую Краснознаменную военную авиашколу имени А. Ф. Мясникова. По окончании школы вернулся на прежнюю должность — начальник парашютно-десантной службы ВВС Ленинградского военного округа. В период советско-финляндской войны — начальник парашютно-десантной службы ВВС Северо-Западного фронта. За боевые отличия 24 апреля 1940 года награждён орденом Красного Знамени. В начале апреля назначен помощником командира 153-го истребительного авиационного полка ВВС Ленинградского военного округа.
С началом войны полк воевал в составе ВВС Северного, затем Ленинградского фронтов, участвовал в боях на Карельском перешейке, в отражении налетов врага на Ленинград и Кронштадт. В сентябре 1941 года майор Правдин был командирован в Чкалов на курсы усовершенствования начальствующего состава при Военной академии командного и штурманского состава ВВС Красной армии. В январе окончил курсы и был назначен командиром 254-го истребительного авиационного полка. Полк после доукомплектования в 11-м запасном истребительном авиационном полку в Таганроге вошел в состав 4-й резервной авиационной группы ВВС Юго-Западного фронта для участия в Харьковском сражении.
После доукомплектования во 2-м запасном истребительном авиационном полку в июне 1942 года полк вошел в состав 269-й истребительной авиационной дивизии 8-й воздушной армии Юго-Западного фронта. Полк участвовал в боевых действиях в районах Калач, Тумрак и под Сталинградом, сопровождая штурмовики и прикрывая войска фронта. В январе 1943 года майор Правдин был отозван в Москву и назначен старшим инструктором-летчиком Главного управления боевой подготовки фронтовой авиации ВВС РККА. С апреля 1945 года принимал участие в Берлинской наступательной операции в составе 16-й воздушной армии. В ходе операции был назначен командиром 129-й истребительной авиационной дивизии 1-й воздушной армии 3-го Белорусского фронта. Полки дивизии базировались на аэродромах Вормдит и Виттенберг в Курляндии и боевой работы после штурма Кёнигсберга уже не вели.
После войны подполковник Правдин продолжал командовать этой дивизией в Восточной Пруссии, а затем в Белорусском военном округе. С декабря 1950 года на учёбе в Высшей военной академии Генерального штаба имени К. Е. Ворошилова. По окончании занимал руководящие должности в ВВС, был старшим военным советником в КНР, по возвращении — заместитель командующего Северо-Кавказской армией ПВО по боевой подготовке. В октябре 1960 года уволен в запас.

## Награды
- Орден Ленина[1];
- 2 ордена Красного Знамени[1];
- Орден Отечественной войны I степени[1];
- 2 Ордена Красной Звезды[1];
- Медали[1].

## Публикации
- майор Правдин М.И. Деблокировка аэродрома. Газета "Сталинский сокол". ВВС РККА (28 мая 1943). Дата обращения: 28 апреля 2020. Архивировано 12 ноября 2019 года.